# Дубко, Валерий Викторович
Вале́рий Ви́кторович Дубко́ (укр. Валерій Вікторович Дубко; род. 22 марта 2001, Донецк) — украинский футболист, защитник клуба «Оболонь».

## Клубная карьера
Начиная с сезона 2018/19 годов играл за юношескую и молодёжные команды «Ворсклы» . Начиная со следующего сезона начал привлекаться к тренировкам с основным составом. В первой команде полтавчан дебютировал 19 июня 2020 года в победном (2:0) домашнем поединке 27-го тура Премьер-лиги против «Днепра-1» . Валерий вышел на поле на 90+3-й минуте, заменив Павла Ребёнко.

## Карьера в сборной
Дубко дебютировал в сборной Украины до 21 года в матче против сборной Франции. Встреча закончилось поражением украинской команды со счетом 5:0.